# Comuna Sîzivka, Sakî
Sîzivka (în ucraineană Сизівка) este o comună în raionul Sakî, Republica Autonomă Crimeea, Ucraina, formată din satele Illinka, Juravlivka, Luhove, Sîzivka (reședința) și Vodopiine.

## Demografie
Componența lingvistică a comunei Sîzivka
     Rusă (64,66%)
     Tătară crimeeană (17,74%)
     Ucraineană (16,16%)
     Alte limbi (0,5%)
Conform recensământului din 2001, majoritatea populației comunei Sîzivka era vorbitoare de rusă (64,66%), existând în minoritate și vorbitori de tătară crimeeană (17,74%) și ucraineană (16,16%).